# Iglesia de Santa María Magdalena (Uggiano la Chiesa)
La iglesia de Santa Maria Maddalena es la iglesia parroquial de Uggiano la Chiesa, en la provincia de Lecce.

## Historia
La iglesia actual fue construida en la segunda mitad del siglo XVIII en el mismo solar que las anteriores, que fueron reconstruidas varias veces. La construcción de la iglesia madre oscila entre la historia y la leyenda. Se dice que el médico Celestino Cominale fue llamado a consultar al rey de Nápoles, Fernando I de Borbón, por su hija gravemente enferma. Una vez curado, el rey prometió conceder cualquier deseo al eminente luminar. El Cominale quería que la población de Uggiano se beneficiara de la generosidad del rey con la construcción de la nueva iglesia madre, más grande que la existente. Sin embargo, es más probable, como refiere Giacomo Arditi en su "Corografía física e histórica de la provincia de Terra d'Otranto" ( La obra que más señaló la fe y el culto cristiano de los uggianos fue la de la madre Iglesia, terminada en el siglo pasado con piadosas donaciones de compatriotas, el asiduo cuidado y el ferviente celo del benemérito arcipreste Pasquale Cominale), que la iglesia fue construida con fondos y donaciones de los mismos habitantes de Uggiano cuando Pasquale Cominale era arcipreste.

## Arquitectura

### Externo
La fachada, de estilo barroco, fue concluida en 1775 según consta en el escudo presente en el frontón mixtilíneo que la corona. Está dividido en dos órdenes por un entablamento saliente. El orden inferior está dividido en tres cuerpos por pilastras con capiteles decorados con hojas y festones, cuatro de las cuales son pareadas y separan la portada central de las dos menores, y dos colocadas en los ángulos exteriores. En el portal central destaca la estatua de Santa María Magdalena. Las pilastras continúan por encima del entramado hasta la altura de una cornisa, sobre la que, mientras las cuatro pilastras de los planos centrales continúan enmarcando la ventana central, las otras dos pilastras laterales sostienen dos volutas de conexión entre el orden inferior y el superior. Sobre los rollos se sitúan las estatuas de San Pedro y San Pablo. La torre del reloj data del año 1846.

### Interno

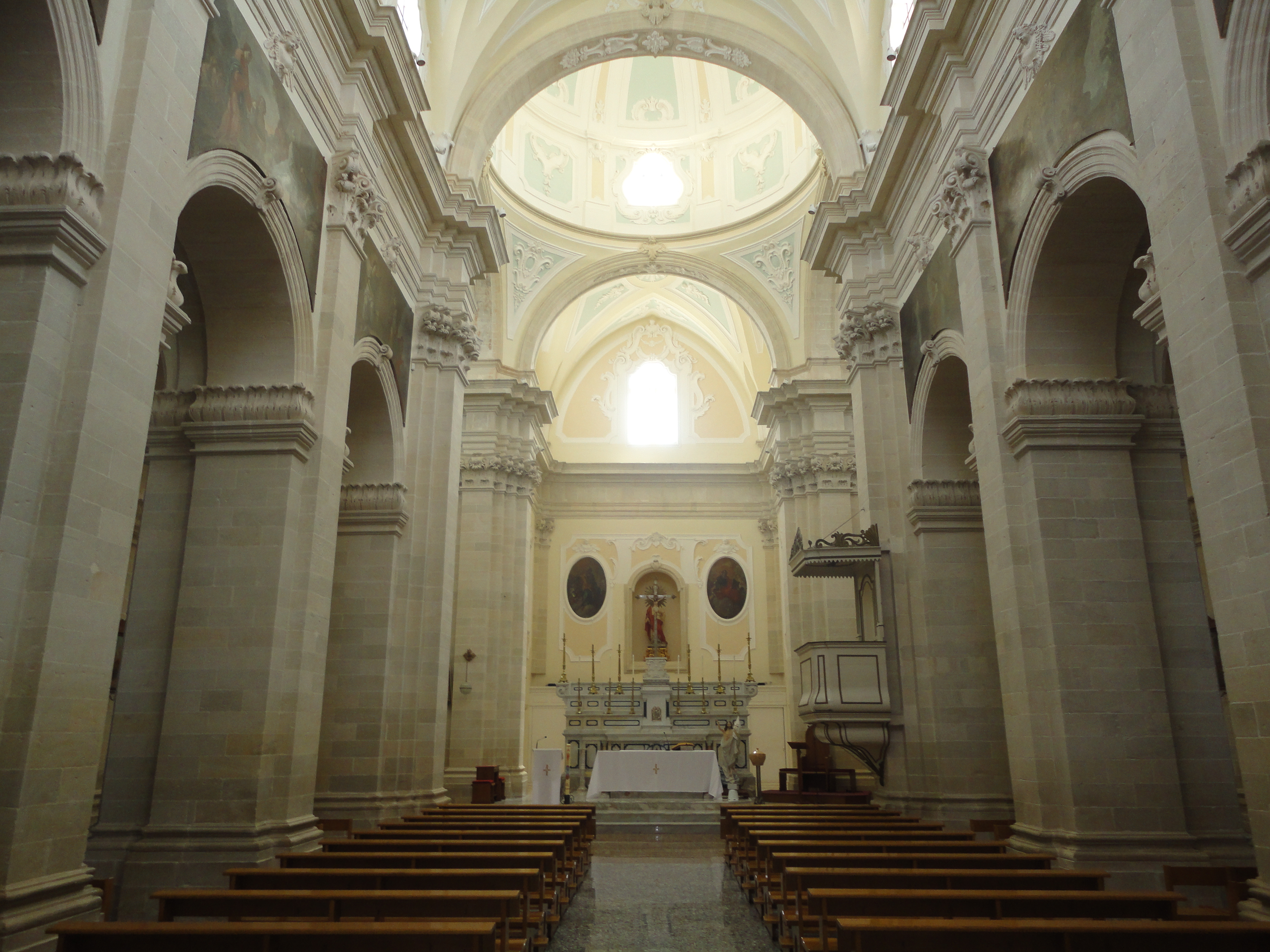
Interno

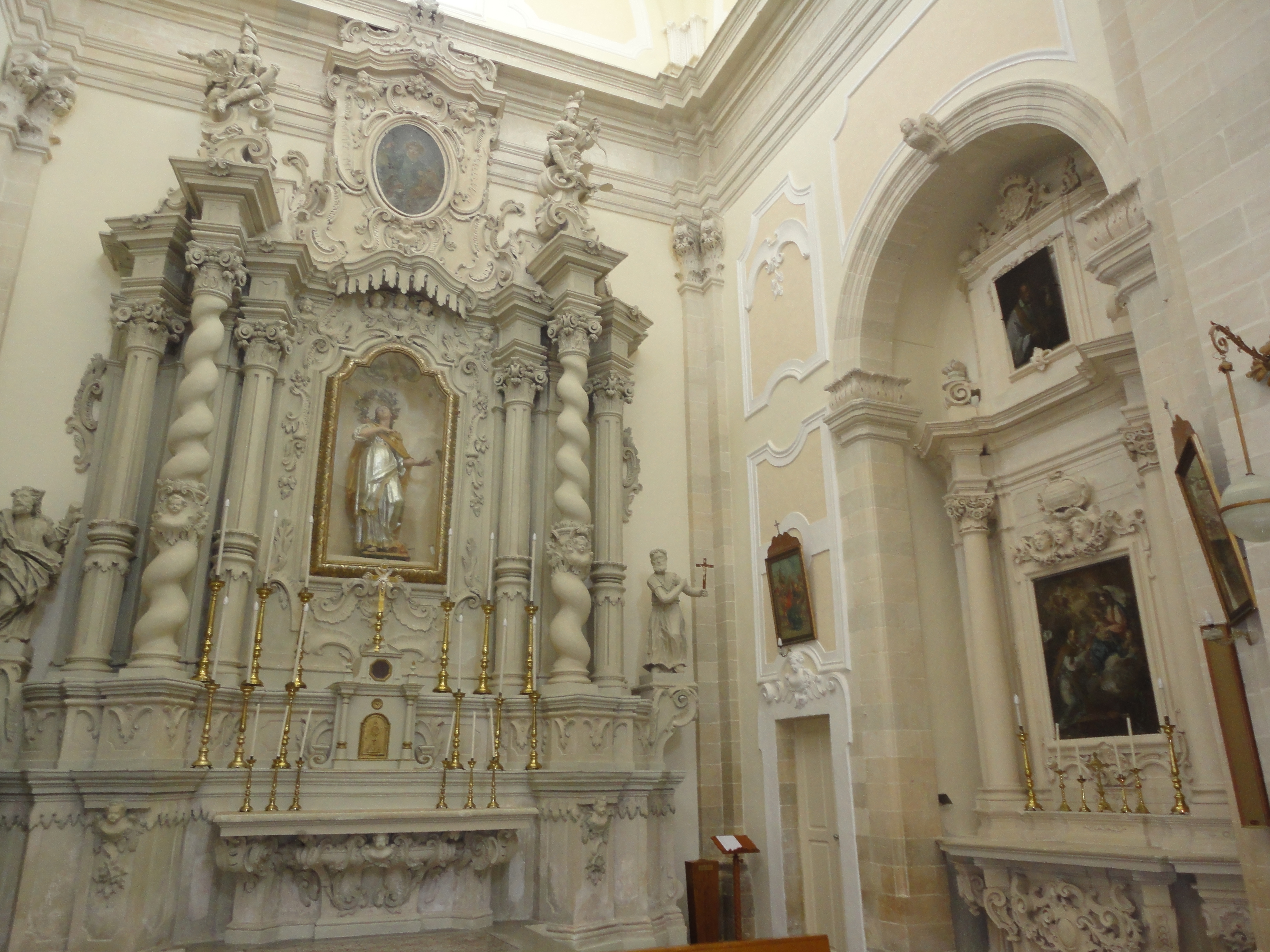
Transepto izquierdo

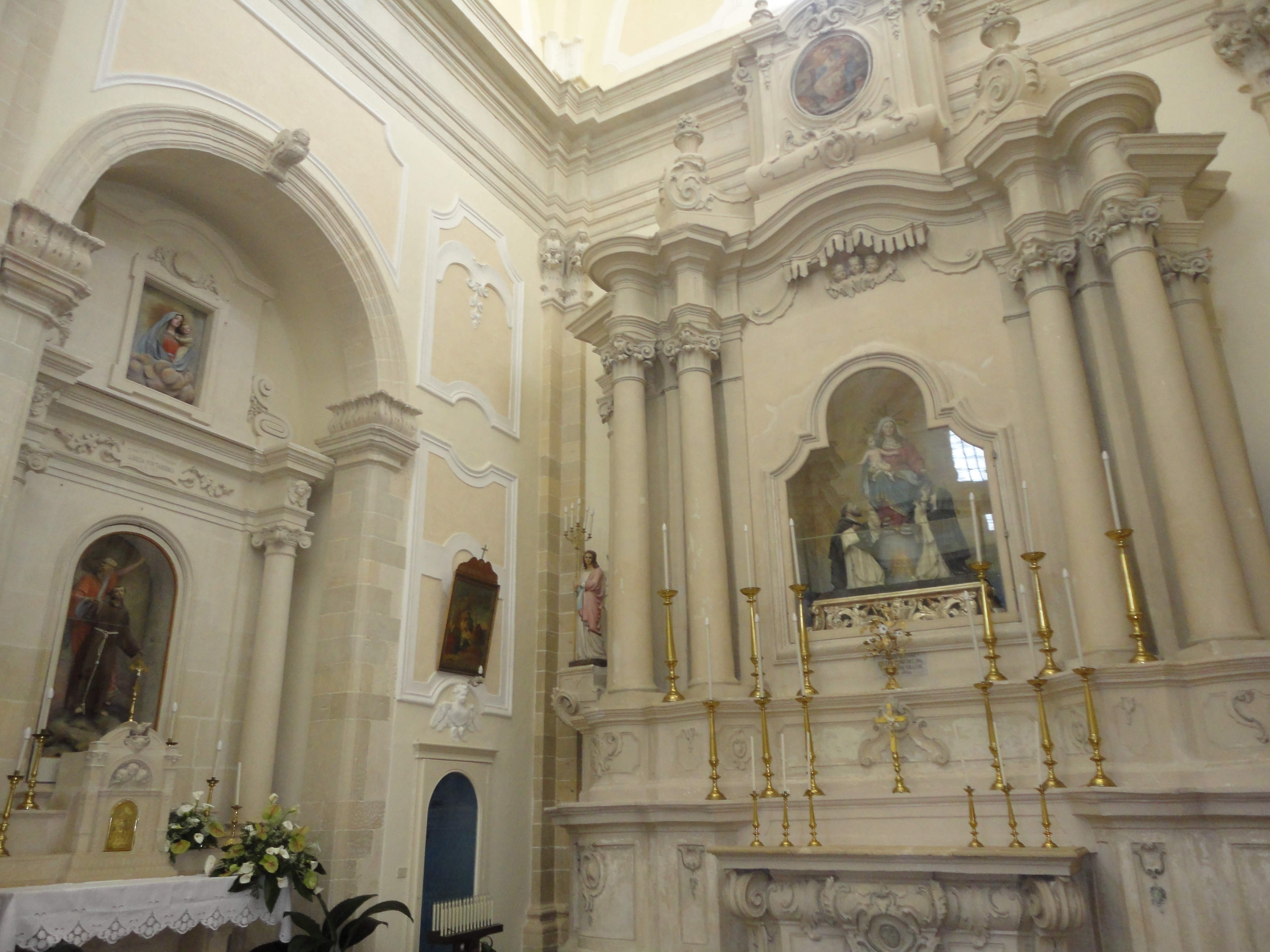
Transepto derecho

El interior tiene planta basilical de tres naves, en forma de cruz latina, con tambor y cúpula, y mide 33,8 m de longitud y 25,3 m de ancho. Las bóvedas y la cúpula están decoradas con estucos con motivos rococó (volutas, cabezas de querubines, festones de Facebook, para corregir la época de la escritura acogió el coro de madera con marquetería de 1796 de Raffaele Monteanni de Lequile. En la pared hay dos óvalos que representan a los Apóstoles Pedro y Pablo, obras del pintor lecciano Oronzo Tiso. Entre los dos óvalos, un nicho contiene la estatua de papel maché del Sagrado Corazón, obra de Arturo Zecca de Lecce. El altar mayor, originalmente de piedra de Lecce, fue escuadrado en 1956 y revestido con incrustaciones de mármol bicolor. La cúpula se eleva sobre el presbiterio y, rematada por una linterna, descansa sobre un tambor circular y pechinas esféricas.

#### Transepto izquierdo
- Altar de Santa María Magdalena

El altar presenta motivos clásicos del barroco local: columnas retorcidas, motivos florales, volutas. En el altar: estatua de madera de Santa María Magdalena de la escuela napolitana de mediados del siglo XVIII, restaurada en 1999. Arriba a la derecha: estatua de San Cayetano; Arriba a la izquierda: estatua de San Andrés. Arriba en el centro: óvalo que representa a San Vito Mártir, obra de Oronzo Tiso. Sobre el sagrario: un relicario de plata, de fabricación napolitana del siglo XVIII, que contiene una reliquia del Santo.
- Altar de San Felipe Neri

En el altar: óleo sobre lienzo que representa a San Felipe Neri con vestimentas litúrgicas, reverente hacia la Virgen Madre, obra de Oronzo Tiso. Arriba: pintura de San Francisco Javier, con sobrepelliz y estola, de artista y época desconocidos.

#### Transepto derecho
- Altar de San Francisco de Asís

En el altar: altorrelieve de papel maché de la escuela de Luigi Guacci de Lecce, que representa a San Francisco de Asís . Arriba: alto relieve de papel maché que representa a la Virgen con el Niño. El altar presenta elementos de gusto neoclásico y fue objeto de obras de renovación a principios del siglo XX para crear el nicho central que contiene la estatua de papel maché de la Virgen del Rosario con Santo Domingo y Santa Catalina. Arriba: óvalo que representa a la Madonna della Consolazione con San Agustín y Santa Mónica, obra de un artista desconocido del siglo XVIII. El altar albergó el lienzo de la Virgen del Rosario que ahora se encuentra en la pared de la pila bautismal.

#### Naves

##### Pasillo izquierdo

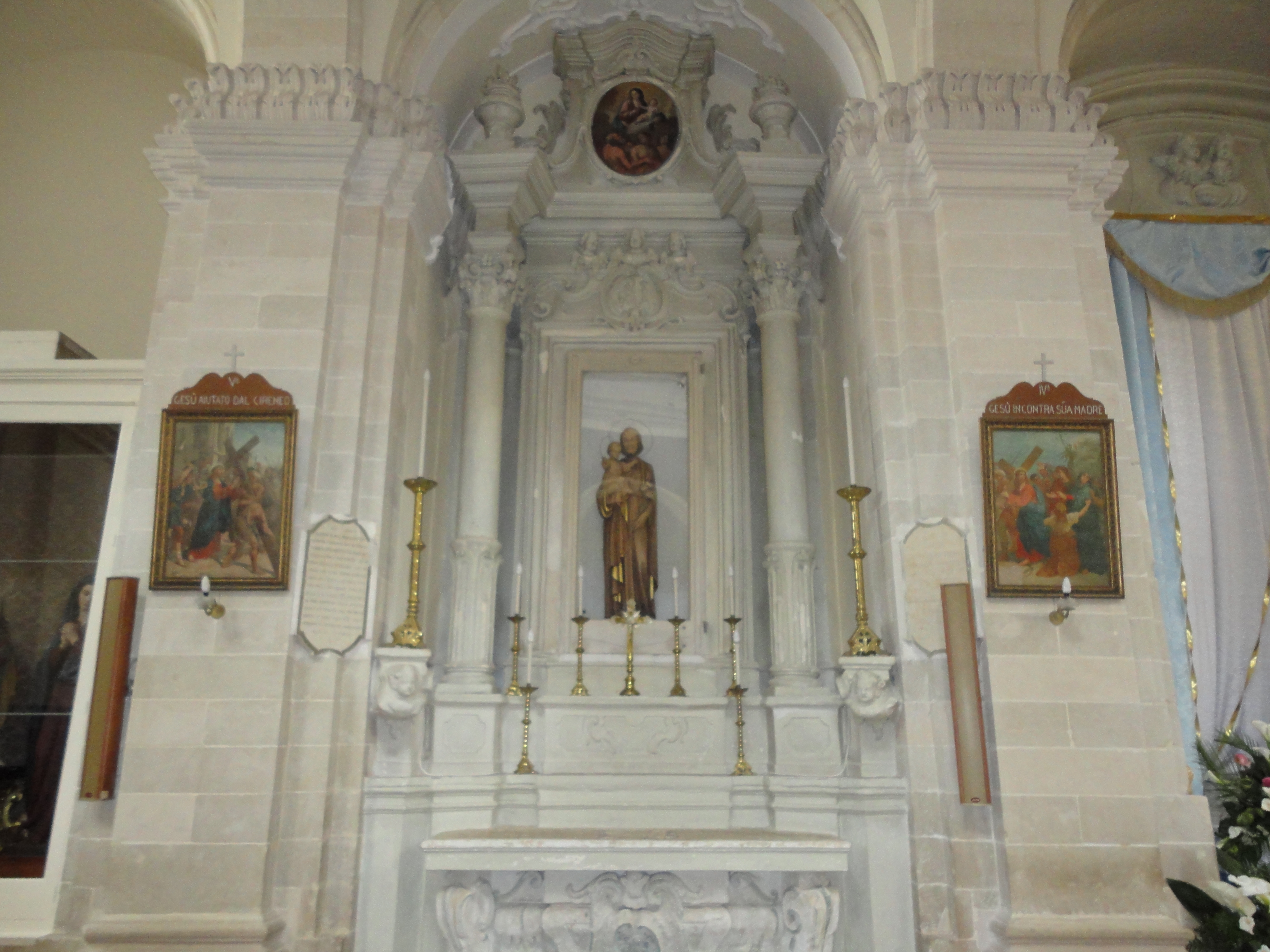
Altar de San José

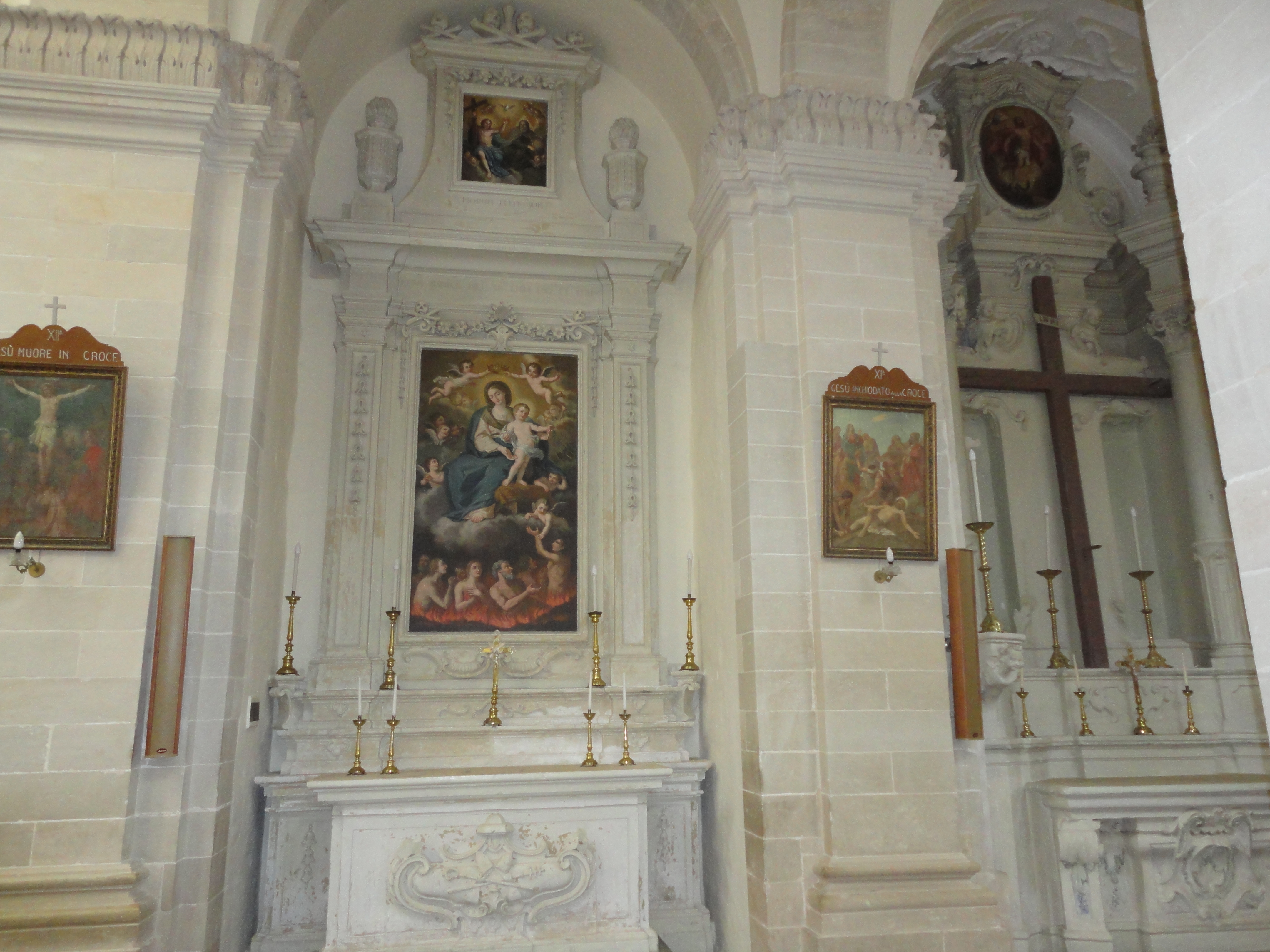
Altares de las Almas del Purgatorio y de la Santa Cruz

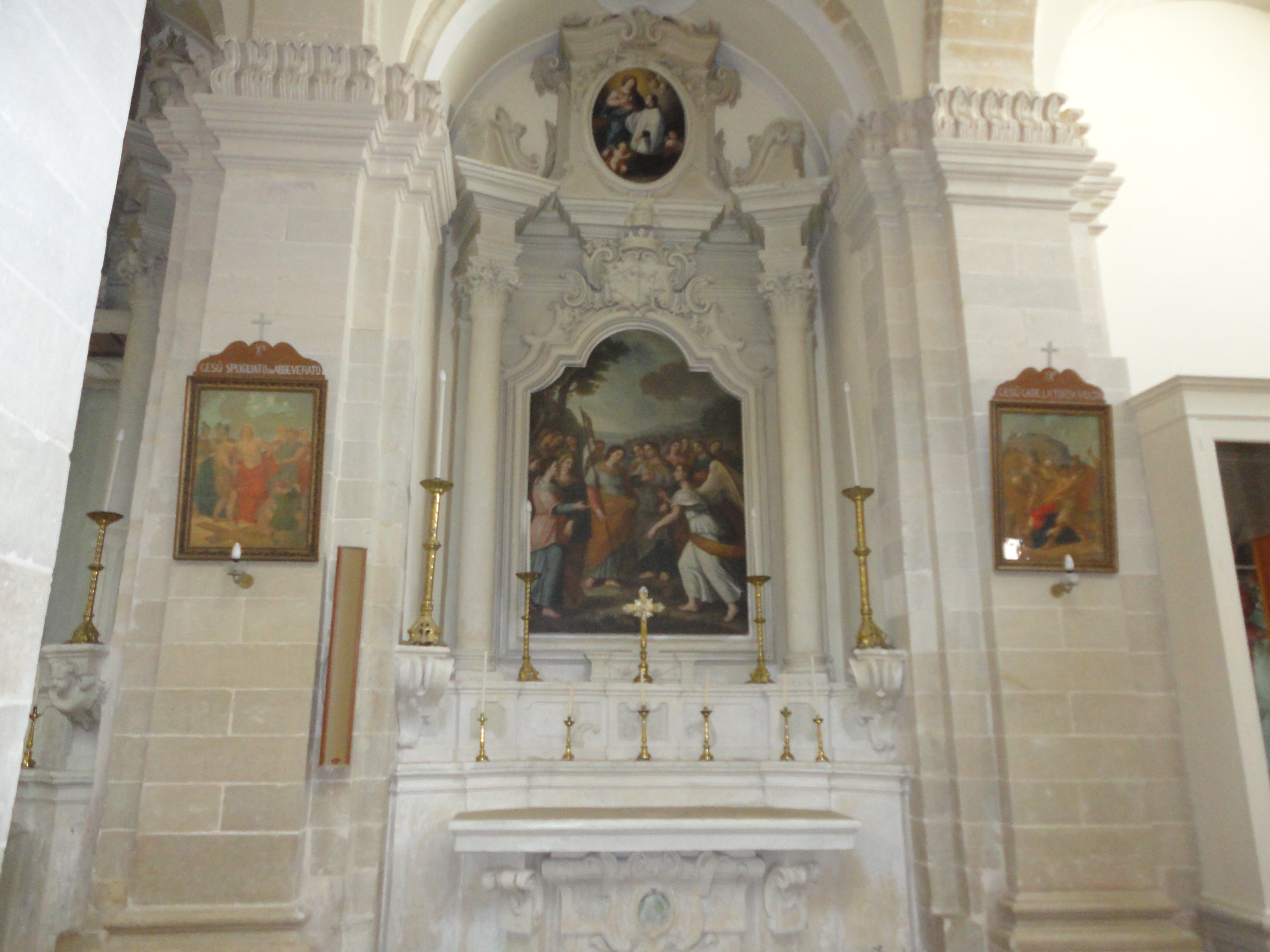
Altar de Santa Úrsula

La nave izquierda alberga la pila bautismal sobre la que se coloca la pintura de la Virgen del Rosario (1597), obra del pintor Antonio Donato d'Orlando di Nardò. En el centro se encuentra la Virgen rodeada de las figuras de Santo Domingo de Guzmán, Santa Catalina de Siena, Pío V, Felipe II de España con su esposa Ana de Austria. En la parte inferior, en primer plano, aparece la figura de San Francisco de Asís, estigmatizado, retratado de medio cuerpo. A su alrededor giran los paneles de los misterios del rosario : gozosos, dolorosos y gloriosos, culminando con la coronación de la Virgen. El lienzo permaneció en el altar de la Virgen del Rosario hasta principios del siglo XX. El cuadro fue restaurado en 1998.
- Altar de San José

En el altar: estatua de madera de San José de la escuela de Ortisei, principios del siglo XX; arriba: óvalo que representa a la Virgen rodeada de ángeles y seres humanos retratados de medio cuerpo, de época y autor desconocidos. El altar probablemente albergaba el lienzo del siglo XVI de la Sagrada Familia.
- Altar de la Inmaculada Concepción

Sobre el altar: lienzo que representa a la Virgen Inmaculada rodeada de ángeles, probablemente obra de Liborio Ricci, de finales del siglo XVIII.

##### Pasillo derecho
- Altar de las Almas del Purgatorio

Sobre el altar: lienzo que representa a la Virgen coronada por Ángeles, con las Almas del Purgatorio. Arriba: lienzo que representa a la Santísima Trinidad.
Sobre el altar: gran cruz de madera. Hasta finales de los años 60, en lugar de la cruz estaba el cuadro del Descendimiento de Jesús, hoy conservado en la sacristía. Arriba: óvalo de la Resurrección de artista y época desconocidos.
- Altar de Santa Úrsula

En el altar: lienzo de Santa Úrsula con las Vírgenes, probablemente del siglo XVI, de autor desconocido; arriba: óvalo que representa a San Luis, obra de artista desconocido de la primera mitad del siglo XIX .

##### Nave central
En las pinturas que forman el ciclo dedicado a Santa María Magdalena y encargado por la familia Cominale, el pintor leccense Oronzo Tiso narra la figura de la Santa a través de episodios tomados tanto de textos evangélicos como de la tradición. Sin embargo, modificó la iconografía clásica al representarla con ropas de diferentes colores: el manto rojo, elemento clave para identificar al personaje, pasa a ser de color amarillo ocre, probablemente porque el artista quería la estatua de madera del siglo XVIII como modelo. En la pared sobre la puerta principal: un gran cuadro, La cena en casa de Simone. Es el primero del ciclo: el cuadro presenta tanto el escudo de la familia comitente como el retrato de Celestino Cominale. En los arquitrabes, a derecha e izquierda del gran cuadro, otras ocho pinturas del ciclo: Jesús con Marta y María : del análisis estilístico es fácil deducir que el cuadro no es obra de Tiso, sino del autor. Es Francesco Calò quien realizó la obra en 1858. La unción de Jesús en Betania, La resurrección de Lázaro, El ángel anuncia la resurrección de Jesús a las mujeres. Continuando hacia la derecha del púlpito : Noli me tangere!, María Magdalena en la cueva de Sainte-Baume, El desembarco de María Magdalena en Marsella, La glorificación de María Magdalena.